# Krzysztof Wiktoryn Zbigniew Vorbek Lettow
Krzysztof Wiktoryn Zbigniew Vorbek Lettow herbu własnego (zm. 15/16 grudnia 1691 roku) – strażnik polny Wielkiego Księstwa Litewskiego w 1656 roku, marszałek starodubowski w latach 1682/1683-1691, podkomorzy stardubowski w latach 1681-1683, sędzia ziemski starodubowski od 1671 roku, wojski starodubowski w latach 1669-1671, stolnik nowogródzki w 1664 roku.
Poseł sejmiku starodubowskiego na pierwszy sejm 1666 roku.
Jako poseł starodubowski na sejm elekcyjny 1669 roku podpisał pacta conventa Michała Korybuta Wiśniowieckiego w 1669 roku. Podpisał pacta conventa Jana III Sobieskiego w 1674 roku.